# Museo Renoir
Il Museo Renoir (in francese: Musée Renoir) si trova a Cagnes-sur-Mer nella regione della Provenza-Alpi-Costa Azzurra.

## Il museo

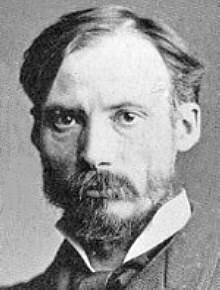
Pierre-Auguste Renoir

Il Domaine des Collettes è il magnifico oliveto di tre ettari, sul quale è ubicato il museo, fu acquistato da Pierre-Auguste Renoir il 28 giugno 1907 per la somma di 35.000 franchi francesi. Renoir vi abitò dal 1908 sino alla morte, avvenuta il 3 dicembre 1919. 

Il figlio del pittore Claude Renoir, continuò ad abitarvi fino al 1960. Dopo la sua morte il comune di Cagnes-sur-Mer acquistò il bene trasformando la casa di Renoir in un museo atto a ricordare l'ultimo soggiorno del grande pittore in questa zona.

## Opere
Nel Museo sono presenti alcune importanti opere originali di Renoir, compresi alcuni quadri che sono in concessione del Musée d'Orsay di Parigi. In particolare sono in mostra due paesaggi della zona dove sorge il museo, ovvero Paysage aux Collettes del 1914 e La ferme des Collettes del 1915.
- Portrait de Madame Stephen Pichon (1895)
- Nu assis (1895)
- Les grandes baigneuses (1901-1902)
- Coco lisant (1905)
- Les Cariatides (1909)
- Promenade sous bois (1910)
- Paysage aux Collettes (1914)
- La ferme des Collettes (1915)
- Portrait de Madame Colonna Romano (non datato)
- Nature morte aux pommes et aux amandes (non datato)
- Jeune femme au puits (non datato)